# Ambulyx maculifera
Ambulyx maculifera là một loài bướm đêm thuộc họ Sphingidae. Loài này có ở Ấn Độ.